# ديفيد جي. هووكر
ديفيد جي. هووكر هو سياسي أمريكي، ولد في 4 أغسطس 1830، وتوفي في 24 مارس 1888. نشط حزبياً في الحزب الديمقراطي. وقد انتخب عمدة ميلواكي، ويسكنسن ‏.